# نخلة زريق
نخلة جريس زريق (1861-1921) أديب، ومدرس لغة العربية وآدابها في مدارس القدس، كان عضو جمعية الإخاء العربي، وأحد أعضاء هيئتها العاملة في القدس. ولد زريق في حي المزرعة في بيروت، والده جريس، لعائلة دمشقية عريقة من الروم الأرثوذكس، يعود أصلها إلى عرب الزريقات في منطقة الكرك. يُعتقد أنه لم يتزوج في حياته، ونذر نفسه للعلم والأدب. تلقى علومه في مدرسة المعلم بطرس البستاني فتعلم العربية فيها على يد الشيخين ناصيف اليازجي ويوسف الأسير.

## حياته العلمية
تلقّى نخلة زريق تعليمه الأول في مدارس الطائفة الأرثوذكسية، ثم التحق بـ"المدرسة الوطنية" التي أسسها المعلم بطرس البستاني على أسس غير طائفية. درس اللغة العربية وآدابها وقواعدها على يد اثنين من أبرز أعلام النهضة الأدبية الحديثة، ناصيف اليازجي والشيخ يوسف الأسير، كما حفظ القرآن الكريم وأجاد تجويده، وتعلّم اللغة الإنجليزية. وقد شارك في مجالس كبار مفكري النهضة في بيروت، مما أسهم في بروزه في اللغة العربية.
في عام 1889، أُوفد من قِبل الإرسالية الإنجيلية إلى القدس، حيث تولّى إدارة مخزن لبيع الكتب الدينية تابع للإرسالية الإنجليزية. ثم في عام 1892، عُيِّن مديرًا لمدرسة الشبان الإعدادية الواقعة بداية على جبل صهيون في نفس مبنى "مدرسة المطران غوبات"، قبل أن تُنقل لاحقًا إلى مبنى مستقل في حي "سعد وسعيد"، حيث عُرفت لاحقاً باسم "الكلية الإنجليزية". بالإضافة إلى مهامه الإدارية، كان زريق يدرّس اللغة العربية، التي كانت لغة التدريس الأساسية في هذه المدرسة، على خلاف سائر مدارس الإرساليات التبشيرية في فلسطين.
في عام 1908، انضم إلى "جمعية الإخاء العربي العثماني"، وهي أول جمعية عربية أُسّست في إسطنبول بعد إعادة تفعيل الدستور العثماني لعام 1876، ودعت إلى الحفاظ على الدولة العثمانية، والمساواة بين المواطنين العرب في الحقوق والمناصب. وكان زريق أحد أعضائها الفاعلين في القدس.
بعد نهاية الحرب العالمية الأولى، اختير عضواً في لجنة تهذيب الكتب العسكرية في المدرسة الحربية بدمشق، ثم انتُخب عضواً في المجمع العلمي العربي الذي تأسس عام 1919 خلال العهد الفيصلي. غير أن إقامته في دمشق لم تدم طويلاً، فعاد إلى القدس. وقد وصفه المؤرخ محمد كرد علي في مجلة المجمع بأنه "من كبار علماء اللغة والمطلعين على أسرارها في القدس".
نال نخلة زريق لقب "المعلم"، إذ يُعزى إليه الفضل في إحياء اللغة العربية وآدابها في مدارس القدس، وقد وصفه تلميذه إسحق موسى الحسيني بأنه "كان معلماً أكثر من كونه أديباً، بينما النشاشيبي كان أديباً أكثر من كونه معلماً... وقد تخرّج على يديه عدد كبير من الأساتذة والمربّين".
كان منزل زريق في القدس يضم مكتبة غنية بأمهات كتب اللغة والأدب والتاريخ، وتحول إلى ندوة أدبية يرتادها شخصيات بارزة مثل سليم الحسيني وفيضي العلمي، وكلاهما تولى رئاسة بلدية القدس.
تميّز زريق بصراحته الشديدة ونزاهته وإخلاصه في العمل، وكان شغوفًا بالأدب والتراث العربي، مؤمنًا بأن إحياءهما وتنقيتهما يمثلان مفتاحًا لتقدم العرب. كما كان شديد التمسك بهويته الشرقية، رافضًا للتقليد السطحي للغربيين.
توفي نخلة زريق في 21 تموز/يوليو 1921 في القدس ودُفن فيها. ويبدو أنه لم يترك مؤلفات مطبوعة. وفي حفل تأبينه في أيلول/سبتمبر 1921، قال تلميذه خليل السكاكيني (ونُشر نص الكلمة في مجلة "المقتطف" المصرية في تشرين الثاني/نوفمبر):
"رغم نشأته في بيروت، وخبرته بالطبقات الراقية ومجالسته للأوروبيين الذين كان يجلّهم، بقي متعصباً لشرقيته إلى درجة التطرف... وكان أكثر ما يكرهه هو التقليد السطحي، الذي رأى فيه سبباً لانحلال القيم الوطنية وضعف روح الاستقلال."
أما عجاج نويهض، فقد كتب في مذكراته عن لقاءاته بزريق في مطعم السيد سليم بالقدس، قائلاً:
"كان زريق أشبه بزهرة الأقحوان في هندامه العربي، علّامة في اللغة، وبحرًا لا ساحل له من المعرفة... لبناني الأصل، لكنه في فلسطين ومجالس الأدب مثل عبد الله البستاني في البطريركية أو جبر ضومط في الجامعة الأميركية ببيروت."

## في فلسطين
جاء إلى القدس عام 1889م وتسلم إدارة مخزن بيع الكتب الدينية التابع للإرساليات الإنكليزية. وفي عام 1896 تسلم إدارة “مدرسة الشبان الإعدادية” التي عرفت بالملكية الإنكليزية فيما بعد، التي كانت في نفس بناية "مدرسة صهيون"، وعلم فيها اللغة العربية بالإضافة إلى عمله الإداري. وقد بقي في مركزه هذا إلى أن توفي عام 1921م في القدس.

## أثر وتأثر
عاش نخلة زريق عمره متأثراً بالقرآن الكريم مؤمناً بأنه يحوي أسمى المبادئ وأكثرها فائدة للمجتمع واخلاصاً للإنسانية. وكان له الفضل في بعث اللغة العربية وقيام نهضة أدبية في فلسطين فكان مسكنه في القدس منتدى أدبيا يجتمع فيه أدباء القدس. وكانت له مكتبة عامرة بأمهات كتب اللغة والأدب والتاريخ. ولكن ظروف حياته التعليمية لم تتح له الفرصة لتأليف الكتب. فقد شغل عن ذلك بالتدريس والإدارة؛ وممن تتلمذ عنده الاديب خليل السكاكيني والشاعر إبراهيم طوقان، بولص شحادة، خليل طوطح، جريس خوري، حبيب خوري، جورج متى، وصفي العنبتاوي، عمر الصالح البرغوثي وغيرهم.
كان يمثل الدور الأول للنهضة السورية. فقد أدرك شيوخها وتخرج على أساتذتها واتصل بأقطاب العلم وأشعة اللغة وزعماء الأدب وفحول الشعراء ودعاة الوطنية والإصلاح، الأمر الذي جعله يتعصب لشرقيته وينصرف إلى إحياء اللغة العربية وتجديد معالمها.